# Coleophora lucida
Coleophora lucida is een vlinder uit de familie van de kokermotten (Coleophoridae). De wetenschappelijke naam van de soort is voor het eerst geldig gepubliceerd in 1989 door Giorgio Baldizzone.
De soort komt voor in China.

## Type
- holotype: "male, 24.V.1932. leg. H. Höne. genitalia slide Bldz 6892"
- instituut: ZFMK, Bonn, Duitsland.
- typelocatie: "China, Province Zhejiang (Chekiang), West Tienmushan"